# Taiwanischer Masu-Lachs
Der Taiwanische Masu-Lachs (Oncorhynchus masou formosanus) ist eine seltene, in Taiwan endemische Unterart der Lachsart  Masu-Lachs (Oncorhynchus masou). Die Bezeichnung Masu stammt aus dem Japanischen und bedeutet „Forelle“.

## Merkmale
Der Taiwanische Masu-Lachs kann bis zu 30 Zentimeter lang werden. Die Grundfarbe ist ein dunkles Türkis, die Bauchfarbe silbern. Entlang der Körperseiten befinden sich 9 vertikale ovale Flecke von dunkler Färbung sowie 11 bis 13 kleinere schwarze Punkte. Zur Paarungszeit verfärben sich die Körperseiten der Männchen dunkelrot. Das Maul ist breit und reicht bis unter die Augen; seine Form erinnert an einen Haken, woher auch der wissenschaftliche Gattungsname Oncorhynchus sowie der chinesische Name des Fisches (wörtlich: „Hakenmaul-Lachs“) rühren.

## Verbreitung
Der Taiwanische Masu-Lachs ist eine in Taiwan endemische Art. Er ist ein reiner Süßwasser-Fisch, sehr selten und nur noch in einigen wenigen Flüssen des taiwanischen Hochgebirges anzutreffen, vor allem im Fluss Qijiawan (Taichung). Wie die meisten Lachse benötigt auch der Taiwanische Masu-Lachs ein gemäßigtes Klima (Wassertemperatur um 16 °C), um zu überleben. Im vorwiegend subtropischen Taiwan ist er daher nur in Höhen ab etwa 1500 m anzutreffen, wo ein gemäßigtes Klima herrscht.

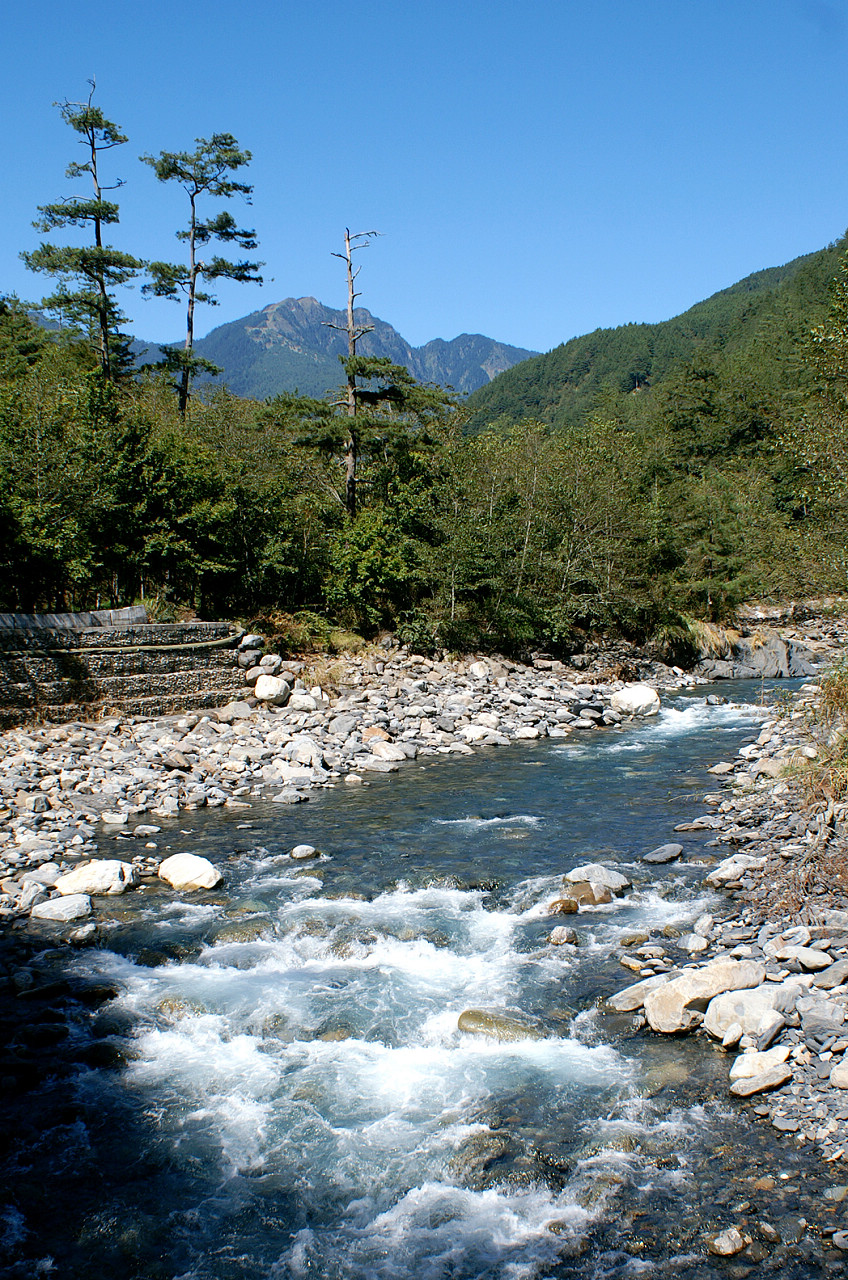
Der Fluss Qijiawan, Hauptrückzugsgebiet des Taiwanischen Masu-Lachses

Der früher zahlreiche Lachs ist aufgrund von Gewässerverschmutzung und infolge der Anlegung von Staudämmen, die seine Wanderwege behindern, inzwischen sehr selten geworden und steht unter Naturschutz. Weitere Schwierigkeiten bei der Erhaltung des Masu-Lachses ergeben sich durch die aus dem Ausland eingeführte Regenbogenforelle (Oncorhynchus mykiss), die den Masu-Lachs an Größe und Robustheit übertrifft und ihn aus Teilen seines Lebensraums verdrängt hat.

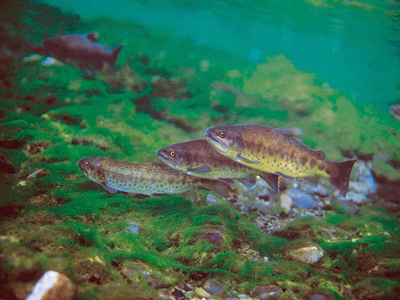

Seit etwa 30 Jahren werden die Lachse in Aufzuchtstationen gezüchtet und in verschiedenen Gebirgsflüssen mit Erfolg ausgesetzt. 1997 wurde das Gebiet des Qijiawan-Flusses zum „Schutzgebiet für den Taiwanischen Masulachs“ erklärt. Zurzeit ist ein leichtes Anwachsen der Populationen zu beobachten. Wegen seiner Einzigartigkeit wird der Lachs in Taiwan als „Nationaler Schatz“ bezeichnet. Als solcher ziert das Tier auch den 2000-Dollar-Schein Taiwans.

## Lebensweise
Vor der Eiszeit wanderten die taiwanischen Lachse noch wie andere Lachsarten zwischen ihren Laichplätzen an den Flussoberläufen und dem Meer hin und her. Diese Lebensweise änderte sich, als sich nach der Eiszeit das Gelände und die Temperaturen in Taiwan wandelten. Zum einen behinderten die nun steil aufragenden, zerklüfteten Berge die Wanderwege der Lachse, zum anderen zwang das sich erwärmende Klima die Lachse, die Ebenen und damit die Flussmündungen ins Meer zu meiden. Als Folge dieser Entwicklung wurde der Taiwanische Masu-Lachs zu einem reinen Süßwasserfisch, der nicht mehr zum Meer wandert.
Masu-Lachse ernähren sich von Wasserinsekten. Häufig sterben sie nach der Laichzeit vor Erschöpfung. Ihre Lebenserwartung beträgt 3 bis 4 Jahre.